# 下嶋兄
下嶋 兄（しもじま けい、1983年1月13日 - ）は、日本のタレント、スポーツリポーター、俳優、元ジャニーズJr.。東京都出身。身長171cm、体重66kg。帝京高等学校卒業、日本大学文理学部中退。オフィスさかや所属。
峰竜太、海老名美どり夫妻の長男。一般人の姉がいる。
また従弟に落語家の林家たま平、ぽん平兄弟がいる（いずれも母・美どりの長弟である林家正蔵（旧名・こぶ平）の実子）。

## 来歴・人物
2002年の日本大学1年次に「礼儀作法を身につけさせたい」との両親の意向で、礼儀作法に厳しいジャニーズ事務所に入所する。
2010年7月30日、読売テレビ（ytv）の『情報ライブ ミヤネ屋』でテレビ信州のキャスターとして登場、父の峰とテレビ信州アナウンサーの松井美幸と共に黒部ダムの観光の様子等々の中継も交えての出演を親子共々に行った。翌31日も『ウェークアップ!ぷらす』にテレビ信州のキャスターとして登場し、当時読売テレビアナウンサーの五十嵐竜馬と共に黒部ダムの中継をした。
熱狂的な中日ドラゴンズファンで父親が東海テレビにて中日ドラゴンズ応援番組『ドラHOT』のMCを担当している関係から、2011年よりJ SPORTSのプロ野球中継・J SPORTS STADIUMの東海テレビ制作中継ではベンチリポーターを担当する。ベンチリポーターという役割の為、普段の中継時に顔を見せる事は無いが、1度だけJ SPORTSの放送席に登場し、挨拶をしたことがある。
2013年4月よりテレビ信州『情報ワイド ゆうがたGet!』金曜日MCとしてレギュラー出演、ラジオ日本で父の番組『峰竜太のミネスタ』の月曜日中継レポーターとして2016年9月まで出演した。
2019年11月19日、大手航空会社CAと結婚したことを伝える。

## エピソード
- 帝京高等学校在学中はサッカー部に所属し、田中達也とは同級生[4]。
- 趣味はギター、乗馬。またゲームにも造詣が深く、母親と共にXbox 360ユーザーである。

## 親族
全て母方
- 初代林家三平 - 祖父
- 海老名香葉子 - 祖母
- 泰葉 - 叔母、母・美どりの妹
- 9代目林家正蔵 - 叔父、母・美どりの弟
- 海老名有希子 - 義叔母、叔父・正蔵の妻
- 2代目林家三平 - 叔父、母・美どりの弟
- 国分佐智子 - 義叔母、叔父・三平夫人
- 海老名あづき - 従姉妹、叔父・正蔵の長女でありたま平とぽん平の姉
- 林家たま平 - 従兄弟、叔父・正蔵の長男
- 林家ぽん平 - 従兄弟、叔父・正蔵の次男

## 出演

### テレビ
- 情報ワイド ゆうがたGet!（2013年 - 、テレビ信州） - 木、金曜日MC
- J SPORTS STADIUM（2011年 - 、J SPORTS） - 東海テレビ制作分中日戦にベンチリポーターとして出演。
- プロ野球中継2011（2011年 - 、フジテレビTWO） - 東海テレビ制作分地上波非サイマル放送時中日対巨人戦にベンチリポーターとして出演。
- 秋の超豊作 さんま御殿 メダリスト＆大物2世イライラ美人妻の逆襲 (2021年10月12日、日本テレビ)
- KICK OFF! SHINSHU（2023年 - 2024年3月、テレビ信州） - MC
- DayDay.（2024年 - 、日本テレビ） - 「トクトレ」コーナー担当

### ラジオ
- 峰竜太のミネスタ（2012年 - 2016年、ラジオ日本） - 月曜日中継リポーター

### ドラマ
- はみだし刑事情熱系 PART6 第13話「リミットまで走れ!!離婚夫婦の罪と罰…」（2002年、テレビ朝日）菅原隆 役
- 夢のカリフォルニア（2002年、TBS）ゲスト
- 月曜ミステリー劇場 捜し屋★諸星光介が走る!（2005年、TBS）岡島克洋 役
- 土曜ワイド劇場 ホゴカン 熱血保護司・村雨晃司の事件簿（2013年、テレビ朝日）ゲスト
- ペテロの葬列 第8話（2014年、TBS）早川良夫 役

### 舞台
- SHOCK is Real Shock（2003年1月8日 - 2月25日、帝国劇場）
  - Shocking SHOCK（2004年2月6日 - 2月29日、帝国劇場）
- SUMMARY of Johnny's World（2004年8月8日 - 8月29日、原宿新ビッグトップ）
- PLAYZONE2005 〜20th Anniversary〜 Twenty Years…そしてまだ見ぬ未来へ（2005年7月6日 - 8月17日、青山劇場・大阪フェスティバルホール）リポーター役
- One! -the history of Tackey-（2006年9月5日 - 28日、日生劇場）

### CM
- 長野県「特殊詐欺被害防止啓発」（2016年、長野限定）[5]